# Fritz Burg (Bibliothekar)
Jacob Fritz Burg (geboren 27. März 1860 in Berlin; gestorben 16. November 1928 in Hamburg) war ein deutscher Bibliothekar.

## Leben
Fritz Burg, der jüdischen Glaubens war, studierte Philologien und wurde 1885 in Berlin promoviert. 1892 wurde er Hilfsarbeiter in der Hamburger Stadtbibliothek, 1894 Sekretär, 1907 erhielt er den Titel Bibliothekar und 1922 stieg er zum Oberbibliothekar auf. In der Bibliothek, die nun als Staats- und Universitätsbibliothek firmierte, baute er die Nordische Abteilung auf und war ab 1902 deren stellvertretender Leiter. Auf Wunsch der Bibliothek schob Burg seine Pensionierung mehrfach auf, im Bibliotheksdienst war er von 1892 bis 1926.

## Veröffentlichungen
- Über die Entwicklung des Peter-Squenz-Stoffes bis Gryphius. In: Zeitschrift für deutsches Alterthum, Bd. 25 (1881), S. 130–170.
- Die älteren nordischen Runeninschriften: eine sprachwissenschaftliche Untersuchung. Weidmann, Berlin 1885.
- Held Vilin. In: Arkiv f. Nordisk Filologi XVI. 1900, S. 135–146.
- Orientalische Handschriften  der Stadtbibliothek: ausgelegt zum 13. Internationalen Orientalisten-Congresse, September 1902 in Hamburg. Hamburg 1902.
- Franz Eyßenhardt † (30.11.1901). In: Zentralblatt für Bibliothekswesen, Bd. 19 (1902), S. 99–101.
- Die Capsa Ambrosii der früheren Kopenhagener Universitätsbibliothek: der zwölften Versammlung Deutscher Bibliothekare am 8. und 9. Juni 1911 überreicht von der Hamburger Stadtbibliothek. Lütcke & Wulff, Hamburg 1911 (Mitteilungen aus der Stadtbibliothek in Hamburg; 1911) (Jahrbuch der Hamburgischen Wissenschaftlichen Anstalten; 28.1910, Beih. 7).
- zusammen mit Albert Köster: Robert Münzel zum Gedächtnis. Boysen, Hamburg 1918.
- Hrsg.: Oddur Einarsson / Sigurður Stefánsson: Qualiscunque Descriptio Islandiae: nach der Handschrift der Hamburger Staats- und Universitäts-Bibliothek. Selbstverlag der Staats- und Universitäts-Bibliothek, Hamburg 1928 (Veröffentlichungen aus der Hamburger Staats- und Universitätsbibliothek; 1).